# Chien : Confession à midi
Chien : Confession à midi (Hund, Beichte am Mittag ), publié en 1998, en allemand et presque aussitôt en français, est un roman de l'écrivain suisse allemand Paul Nizon.

## Résumé
Un homme, entre 40 et 60 ans, presque malgré lui, en tout cas sans interlocuteur, se confie ou se confesse, dans les rues d'une grande ville, où il vit depuis déjà longtemps, comme un chien : 
« Perpétuelle invitation à s'arrêter et à renifler. (p. 29) »
Libre de « se consumer, si possible, jusqu'à la moelle  », « toujours en état d'alerte », sans ancrage, et déjà sans chien, refuse « l'ennui d'une histoire », d'une famille égarée, se souvient de liaisons féminines, particulièrement d'Hannelore, de rares états d'apesanteur dans son enfance, d'articles de journaux avec des récits d'autres dérives individuelles.
Oublieur, pas désireux de se resocialiser, il finit par rencontrer un homme qui le suit, le poursuit, « l'écrivain ». À moins que ce ne soit lui qui s'invente un chien, un écrivain, un personnage...

## Accueil
Un public francophone réduit apprécie,.